# Tynagh
Tynagh (Tíne en irlandés) es un pueblo y parroquia en el sureste del Condado de Galway en la República de Irlanda. 

## Origen del nombre
Documentado como Tyneaach (1565), Teacneaghe (1543), Theaneac (1541), su nombre actual es una contracción de Teach nEachach, 'Casa de Eochu'. En fuentes irlandesas medievales se refieren a Teach nEachach, o 'la casa de Eochu'. Se la relacionó al principio con la townland de Lecarrow, una milla al este del pueblo, hoy llamado un Billew Burial Ground, la palabra BNillew derivó de Bileadha, plural de bile, denotando un árbol sagrado. 
El elemento Eachach se refiera a Lugh (también conocido como Daghda), la deidad suprema de la Irlanda pagana. Se le cita como el padre del fundador de la iglesia, Brandubh de Tynagh. Esto sugiere que Tynagh era originalmente un centro de culto para el festival de Lughnasa, más tarde cristianizado por Brandubh, quien fue citado como el hijo de Lugh, traicionando así su verdadero origen. 

## Área geográfica e industria notable
Desde alrededor del siglo VIII o IX hasta los 1600, el nombre de la zona estuvo situada dentro de Síol Anmchadha. Sus reyes y señores eran la familia Maddan.
Situada entre las ciudades de Loughrea (15 km) and Portumna (13 km), el lugar es probablemente conocido sobre todo por las minas de Tynagh que se abrieron en los sesenta y fueron una fuente importante de plomo y zinc concentrado en aquella época. Durante casi veinte años Irish Base Metals Tynagh Ltd fue una fuente principal de empleo en el este de Galway. Todo esto cambió en 1981, sin embargo, cuando las minas cerraron con la pérdida de 350 trabajos. 
En 2004, después de estar abandonado durante más de veinte años, parte del lugar fue redesarrollado para el uso industrial, con Sperrin Galvanisers (Ireland) Ltd abriendo una planta de galvanización de acero, y Tynagh Energy Ltd, una central eléctrica de turbina de gas de ciclo combinado, la primera en Galway.